# バイオハザードIII
『バイオハザードIII』（バイオハザードスリー、原題：Resident Evil: Extinction）は、2007年に公開されたホラーアクション映画。監督はラッセル・マルケイへ交代したが、脚本は前2作と同じくポール・W・S・アンダーソンが担当した。
2002年の『バイオハザード』（以降、『I』）、2004年の『バイオハザードII アポカリプス』（以降、『II』）の続編であり、2010年の『バイオハザードIV アフターライフ』（以降、『IV』）の前作である。PG-12指定作品。
原題の「Extinction」は「絶滅」を意味する。
前作から、数年後の世界が舞台となっており、ラクーンシティからウィルスが蔓延、その影響で文明や自然環境が破壊されて荒廃した世界で生き残った生存者とアンブレラ社、生物兵器との戦いが描かれる。

## 概要
2004年公開の『バイオハザードII アポカリプス』（以降『II』）から約3年振りの作品となる。
ゾンビ映画界のカリスマであるジョージ・A・ロメロやルチオ・フルチのゾンビ映画が毎年のように公開されていた1960年代から1980年代以降、ゾンビ映画は世間から飽きられ、映画界から長らく姿を消していた。しかし、2002年に公開された『バイオハザード』（以降『I』）』のヒットにより、再びさまざまなゾンビ映画が公開されるようになり、実写映画版バイオハザードは、21世紀のゾンビ映画ブームの先駆けとなった。
21世紀のゾンビ映画ブームの先駆けとなった実写映画版バイオハザードシリーズだが、当時の世間では「都市」を舞台にしたゾンビ映画が多く製作されていたことから、シリーズの製作・脚本を担当するポール・W・S・アンダーソンは、本作の製作にあたり、ありきたりなゾンビ映画では無い作品を作ることを考え、より広い視野を持つことが重要であると考えていた。
そこで本作の舞台が、ホラー作品の定番である「暗闇」を徹底的に排除した「日中の砂漠」という世界観になったと語る。また、その際にヒントとなった作品としてポールは、自身が昔好きだった映画『マッドマックス』、『マッドマックス2』を挙げており、、本作における終末後(ポストアポカリプス)の世界観や、武装したトラックが砂漠の中を走り回る点などは、これらの作品からインスピレーションを受けたと語っている。
また、この世界観を実現させるために、ポールやロバート・クルツァーをはじめとする本作の製作陣は、CMなどで売れた若者ではなく、本物の映画制作者が必要であると考え、本作の映画監督には、独特なカメラワークやクレーン使い、カット割りが印象的な映画制作者であるラッセル・マルケイを起用した。また、ポール自身もラッセルの映画の大ファンであり、彼の映像表現に大きな影響を受けていることを語っている。
なお、本作の「日中の砂漠」という世界観は、当時発売済みだった原作ゲームシリーズにおいても前例の無い舞台設定であったが、本作『III』製作当時とほぼ同時期にカプコンより製作され、予告トレーラー映像等が公開されていた原作のナンバリングタイトル最新作『バイオハザード5』でも、舞台の一つとして、本作のように「日中の砂漠」が舞台となることが明らかになっていたため、原作ゲーム『5』と本作の間で、何か関連があるのではと一部のファンの間では話題になった。
これに対し、カプコンの『バイオハザードシリーズ』の複数の作品でプロデューサーを務めていた小林裕幸が、インタビューで語った情報によれば、舞台設定が一致したのは全くの偶然であり、映画制作サイドとゲーム制作サイドが、これまでのシリーズに無い表現を模索した結果、一致してしまったとのことで、変に映画制作サイドとゲーム制作サイドが意識しても良くないので、あえて両サイドに舞台設定が被ってしまっていることを話さなかったと語っているほか、映画とゲームで、「明るい世界を舞台に、どのように恐怖感を演出するのか」を見るのが楽しみだったと語っている。

## あらすじ
ラクーンシティの惨劇から数年後。結局はT-ウィルス汚染は食い止められず、全世界へ蔓延してしまう。人間や動物どころか、自然をもT-ウィルスに破壊された地球は文明社会が崩壊し、膨大な数のアンデッドと荒廃した大地に覆い尽くされた死の星と化してしまっていた。
一方、アンブレラ社は豊富な備蓄のある巨大な地下施設に潜み、東京の地下深くに存在する、アンブレラ社東京総本部のアルバート・ウェスカーを筆頭に世界各地の支部と連携を取りながら現状の打開を模索する。北米支部のアイザックス博士はアリスの血液から大量に複製した彼女のクローンを使い、アンデッドへの対抗手段や血清についての人体実験を繰り返していた。
そんな中、わずかに生き残った人々は安住の地を求め、各地を旅していた。前作の後、アンブレラ社の監視から逃れるためにカルロス達から離れ、独り旅を続けながら各地を転々としていたアリスは、ふと立ち寄ったガソリンスタンドにてアラスカが安全な土地であると記されたノートを発見し、それにわずかな希望を抱いて、アラスカを目指す。
一方で、クレア・レッドフィールド率いる車団は、ネバダ州のある廃モーテルに拠点を置いていたが、T-ウィルスに二次感染したカラスに襲われる。そこに、放浪していたアリスが現れカラス達を一掃、クレア達の車団に加わることになる。翌日、アリス達は燃料を求め、危険地帯と言われるラスベガスに向かう。ラスベガスに着くと、そこは砂に埋め尽くされた砂漠地帯へと変貌していた。そしてここにもアンブレラ社の罠があった。従来よりもパワーアップしたアンデッドがアリス達を襲撃。アリス達は応戦するも、多数のメンバーが犠牲になった。アリスの行動はアイザックス達に監視され、遠隔操作によるシャットダウンを受けそうになるが、自らの意志でそれをはねのける。アリスはすぐ近くに設けられていた監視所に迫るが、アイザックスはヘリコプターで逃走。アリス達はアイザックスの拠点を割り出して後を追い、仲間のカルロスの自己犠牲に助けられつつ、何とか施設の敷地内に侵入することに成功。クレア達はヘリでアラスカに向かい、単身で地下研究所へ乗り込んだアリスはタイラントと化したアイザックスと対峙する。そして、アンブレラ社との最後の戦いが幕を開ける。

## キャスト
詳細はバイオハザードシリーズの登場人物やリンク先の個別項目を参照。

### 主人公
アリス・アバーナシー（Alice）
演 - ミラ・ジョヴォヴィッチ
実写映画版バイオハザードシリーズの主人公。
元アンブレラ社特殊部隊員で、ハイブとラクーンシティで発生したバイオハザードを生き延びたが、前作でアンブレラ社の「アリス計画」の実験材料とされてしまう。その実験の過程で生まれた後述するクローン達のオリジナルに当たる。
T-ウイルスによって驚異的な身体能力を保持していたが、今作では更にテレキネシスのような特殊能力が覚醒、睡眠中の無意識（悪夢）では周辺の岩石を浮かべるどころか乗って来たオートバイまで破壊してしまうほどである。この能力によって、カラスのクリーチャー「クロウ」に襲われ窮地に陥っていたクレア車団（前作の仲間であったカルロスやL.J.が参加していた）を救出する。
「アリス計画」を遂行するアイザックス博士によって狙われている身であり、一緒に行動すると巻き込んでしまい危険だからと言う理由でクレア車団に同行することを一度は拒否するが、カルロス達の説得に押し負けて同行することになり、アリスが以前放浪中に見つけたノートに書かれていた「まだ感染者のいない地域」であるアラスカを目指すことになる。
しかし、アイザックスはアリスを監視しており、オリジナルのアリスを捕獲するためにラスベガスで罠を張っていた。アラスカに向かう道中、ラスベガスに立ち寄ったクレア車団は、道を塞ぐコンテナ車に配置されていた大勢のアンデッドに襲われ、メンバーの大半を喪うことになる。
共に多くの死線を潜り抜けたL.J.やカルロスもT-ウイルスに感染してしまう。これに責任を感じたアリスは、アンブレラ社施設を急襲してヘリコプターを奪取するものの、アラスカへ向かうクレア達と別れ、ホワイト・クイーンの要請も請けて、一人アイザックスとの決着に赴く。
アイザックスとの戦いに勝利した後、アンブレラ社東京総本部に潜むアルバート・ウェスカーにホログラム通信で宣戦布告する場面があり、これが次作バイオハザードⅣアフターライフへの布石となっている。

### クレア車団（クレア・レッドフィールド・コンボイ）
クレア・レッドフィールド（Claire Redfield）
演 - アリ・ラーター
バイオハザードから生き残った人々が集った「クレア車団」のリーダー。美人で行動力と責任感に溢れ、仲間からの信頼も高い。カルロス同様、ヘビースモーカーである。
アリスを仲間に入れるのは、異常な身体能力や超能力の不気味さやアンブレラ社から狙われていることから不安を感じていたが、クロウ襲撃の絶体絶命の危機を救ってもらったことに加え、カルロス達からの説得もあって受け入れる。この際、アリスの情報提供により感染のないアラスカを目指すこともメンバーらの多数決で決定した。しかし後に、ラスベガスにて多くの車団のメンバーを失うことになる。
それでも今も生き延びているのはアリスのおかげであると考えて、アリスと協力しラスベガスで待ち受けていた「スーパー・アンデッド」を退ける。最後はアリスと別れ、生き残ったメンバーと共にヘリコプターでアラスカへと旅立った。
小説版では車団で旅を続ける理由として、アンデッドから逃れるだけでなく、世界規模でのバイオハザードの発生によって音信不通になってしまった兄のクリス・レッドフィールドを探すという目的が追加されている。
カルロス・オリヴェイラ（Carlos Olivera）
演 - オデッド・フェール
前作で生き延びた人物の一人。元U.B.C.S.（アンブレラ社バイオハザード対策部隊）隊長で、アリスと離れた後はクレア車団の一員となっている。根っからのヘビースモーカーである。
物語序盤の「クロウ」の襲撃の際に、制御されていない火炎放射に飲み込まれそうになるが、駆けつけたアリスの超能力によって難を逃れる。離ればなれになっていたアリスとの再会を喜び、アリスの同行をクレアに提案する。ラスベガス到達時、アイザックスによって「スーパー・アンデッド」の待ち伏せに遭い善戦するも、アンデッド化した仲間のL.J.に二の腕を噛まれ感染してしまう。
もう助からないと悟ったカルロスは、アンブレラ社施設内に駐機するヘリコプター奪取のため、その施設を取り囲む大勢のアンデッドらを引き寄せる囮となる決心をする。生き残ったクレア達に別れを告げ、責任を感じていたアリスを励まして、必ずアイザックスを倒すことを約束させて口づけを交わした。
タンクローリー車にて単身突っ込みダイナマイトに点火した際、横転したショックで車内に隠されていたL.J.の煙草を見つけ、まだ人間としての意識がある内に、人生最後の喫煙を愉しむ。その直後、大勢のアンデッドを巻き込んで大爆発の中に散る。
Kマート（K-Mart）
演 - スペンサー・ロック
クレア車団の一員で14歳。本名は別にあるが気に入っておらず、クレア達と「Kmart」で出会ったことからそう名乗るようになった。クレアを除いて唯一生き残った名前の出ている車団メンバーで、次作『IV』にも引き続き登場する。
ロイド・ジェファーソン・ウェイド（L.J.）
演 - マイク・エップス
前作で生き延びた人物の一人。アリスと離れた後はカルロスと共にクレア車団の一員となっていた。メンバーのムードメーカー的存在で、ベティとは恋人同士。廃モーテルにてアンデッド化した宿泊客に噛まれたが、他のメンバーには秘密にしていたが、ラスベガス到着後暫くしてアンデッド化する。Kマートとカルロスに襲い掛かり、カルロスを噛んだ際に撃たれた。
ベティ・グリア（Betty）
演 - アシャンティ
クレア車団のメンバーで救護担当。元看護師。恋人のL.J.との仲は睦まじく、カルロスが敬遠するほど。多数の「クロウ」に襲われた時に一人バスに残り応戦するも敵わず殺害される。
マイケル・ファーバー（Mikey）
演 - クリストファー・イーガン
クレア車団の一員。愛称はマイキー。コンピュータの扱いに長けている。対アンデッド用にカメラやセンサーによる防衛線を張ったり、生存者に無線を使って呼びかけるなど、重要任務を任されており、クレアからも右腕的存在として信頼されている。ラスベガスにて「スーパー・アンデッド」によって無惨に喰い殺された。
チェイス・マラヴォイ（Chase）
演 - リンデン・アシュビー
クレア車団の一員。常にカウボーイハットを被っている。物資の不足をシニカルさを交えて語るなど、少々皮肉屋の気がある現実主義な性格だが、正義感も持ち合わせている。L85が愛銃。ラスベガスではエッフェル塔を模した展望台に登って警戒にあたり、車団メンバーを襲う「スーパー・アンデッド」達を狙撃する。しかし塔を登って来た「スーパー・アンデッド」に噛まれてしまったため、道連れにして飛び下り死亡した。
オットー・ワレンスキー（Otto）
演 - ジョー・ハースリー
クレア車団の一員。メンバーの乗るバスの運転手。ラベルのない未開封の缶詰を振った音や感触で中身を言い当てるという、変わった技能（本人曰く「廃れつつある技術」）を持つ。冗談好きで、子どもたちに対しても陽気に接している。「クロウ」襲撃時にベティと共に身を挺してメンバーらを庇うように戦い、ベティ同様「クロウ」らに喰い殺され死亡した。

### アンブレラ社
サミュエル・アイザックス博士（Dr.Isaacs）
演 - イアン・グレン
前作終盤に登場したアンブレラ社の科学者。アンブレラ北米支部に在籍する科学部門のヘッドであり、「アリス計画」の中心人物。
アンブレラ社の東京本部に在籍するウェスカー議長から、「アンデッドの飼い慣らし」研究を一任されている。研究の中でアンデッドに栄養が不要であることや、生前の記憶が多少残っていること等を突き止めるも、肝心の「飼い慣らし方法」に関しては、クローンではないオリジナルのアリスが必要であるためになかなか成果が出ない。
研究の成果を出すために、ウェスカーの命令に背いたり、杜撰な計画で部下を危険に晒しては見捨てるなど、性格は極めて身勝手かつ冷酷である。
荒廃したラスベガスにて、アリスを捕獲するため、変異したウイルスを宿す「スーパー・アンデッド」を放って場を混乱させ、衛星システムを用いてアリスをコントロールしようとするが、失敗してしまい、逃げ出す際に「スーパー・アンデッド」に噛まれてしまう。
計画の失敗とウェスカー議長の命令に背いた責任を問われ、アレクサンダー・スレイターによって銃殺されるが、治療のための抗ウイルス剤を大量に接種した影響で、急激にクリーチャー「タイラント」へと変異しており死なず、スレイターはじめアンブレラ北米支部の施設内にいた全員を惨殺する。その後、決着を付けようとやって来たアリスと戦う。
触手と再生力を用いた戦闘でアリスを圧倒するが、アイザックスが大量に生産していたアリスのクローンの一体が、オリジナルのアリスに味方してレーザートラップを起動、レーザーグリッドによって全身を格子状に焼き斬られ絶命する。
後に、本物のアイザックスは生存しており、ここで死亡したのはクローン体であったことが判明した。
アレクサンダー・スレイター（Slater）
演 - マシュー・マースデン
アンブレラ社の科学部門部長。アイザックスの分を弁えない研究内容とその手段に対し、不信感を抱いている。
アルバート・ウェスカー（Albert Wesker）
演 - ジェイソン・オマラ
アンブレラ社の上級幹部。アンブレラ社東京総本部に所属している。各支部長達から構成される委員会の議長で、自身はホログラム通信を介してアイザックスや各支部長達と接している。
ホワイト・クイーン（White Queen）
演 - マデリン・キャロル
アンブレラ北米支部の施設を管理する人工知能。白い服を着た少女のホログラムを介し、アイザックスのサポートをしている。
アリスと邂逅した際に、第1作のハイブに登場した「レッド・クイーンの妹」とアリスが指摘しており、自身もこの時はそれについては反論していない（が、小説版において、姉であるレッドクイーンと同一の存在とのこと。アイザックス排除に至っては、姉とは対照的にアリスと協力関係を築いた。
「タイラント」と化してからのアイザックスに対しては、「小さい問題」として施設内に閉じ込め、アリスに排除を要請している。
アリスのクローン達
前作までの間にアンブレラ社の施設に捕らえられていた頃のアリスから採取した血液のDNAを元に、大量複製されたクローン。オリジナルのアリスが持つテレキネシスは今作では描写が見られないが、次作アフターライフの序盤、アンブレラ東京総本部襲撃には使用されている。

## 登場クリーチャー
詳細はバイオハザードシリーズ#登場クリーチャーやリンク先の個別項目を参照。
アンデッド/ゾンビ（Undead/Zombie）
T-ウィルスに感染した人々のなれの果て。最も本能的な欲求である「食欲」に突き動かされ、生存者たちを次々と襲う。
本作では前作より長い時が流れており、長期間地上で活動した影響で骸骨のように痩せ細っているアンデッド達が多く存在する。アンブレラ社のアイザックス博士の研究によれば、食欲はあっても活動上食べる必要はなく、飲まず食わずで十年以上は動き続けることができるという。さらに記憶は多少残るらしく、本作に登場する「アリスの血液」を用いて「食欲」を抑制したアンデッドが、カメラや携帯電話の使い方を覚えていたことからもうかがえる。
本作ではアンブレラ北米支部のアイザックス博士を中心に、アンデッドに奪われた地上世界を取り戻すために、「アンデッドの飼い慣らし」方法を模索している。
前作まではかなり動きが愚鈍だったが、今作からはゲーム版と同様に獲物に飛びかかる際には動きが敏捷になっている。
ゾンビ犬（Undead Dog/Zombie Dog）
犬がT-ウィルスに二次感染してアンデッド化したもの。アンデッドと同じく「食欲」に突き動かされており、俊敏に人を襲う。
本作ではテレビ局「KLKB」で、嘘の救難信号を発信し、それに応えた生存者を誘い込んで金品を強奪する盗賊集団が、捕獲したゾンビ犬をテレビ局の檻の中に保管しており、金品を奪った後のお楽しみとして、ゾンビ犬に生存者を襲わせている。
映画の序盤でアリスも誘い込まれたが、彼女の咄嗟の機転により逆に盗賊集団達がゾンビ犬に食い殺された。
前2作に登場したケルベロス、およびゾンビ犬は、原作ゲームの設定に合わせて、警察犬などで活躍しているドーベルマンに特殊メイクを施して撮影していたが、本作のゾンビ犬には、ドーベルマンと同じく警察犬などで活躍しているベルジアン・シェパード・ドッグ・マリノアが使用されている。
クロウ（Crow）
アンデッドの死体を食べたことでT-ウィルスに二次感染したカラス。名前の由来はカラスを意味する英単語である「crow」。
クレア・レッドフィールドのコンヴォイが休憩するために立ち寄っていた地域に大群で押し寄せ、生存者であるコンヴォイのメンバーたちを次々と啄んで殺害した。コンヴォイのメンバーの一人が火炎放射器で応戦するも、圧倒的な数を誇るクロウの大群に押し負けてしまい、火炎放射の炎が四散してしまうが、直後に現れたアリスが超能力の力を使い、四散した炎をかき集めてクロウにぶつけ、全て始末した。
原作ゲームシリーズでは、アンブレラ崩壊後の世界である『4』よりも前の作品に頻出する「ウイルス漏洩によって偶発的に生まれたクリーチャー」の一つで、「T-ウィルス」が持つ、種の垣根を越えて感染する特性を象徴するクリーチャーでもある。
原作ゲームでは、出現するエリアが限られていることに加え、一部エリアではやり過ごす方法も存在し、登場する絶対数も少ないが故に、ゲームのクリーチャーの中ではあまり脅威とされていなかったが、本作では、映画館のスクリーンを埋め尽くすほどの大群で登場し、単体では脅威でなくても集まると強い、数の暴力を体現したクリーチャーとして描かれている。
また、大量のクロウが押し寄せる一連のシーンは、動物パニック映画の原点でもあるアルフレッド・ヒッチコック作品の「鳥」のオマージュである。
スーパー・アンデッド（Super Undead）
アイザックス博士が主導する「アンデッドの飼い慣らし計画」において、「アリスのクローンの血液」から作られた「血清」を注入されたアンデッド。「血清」の効力として体中に大量の発疹がみられるほか、眼球が黒く染まっている。
一時は「食欲」が抑制されておとなしくなり、「アンデッドの飼い慣らし計画」が成功したかに思われたが、すぐに元に戻ったばかりでなく、凶暴性と敏捷性が通常のアンデッドよりも段違いに増しており、一度激昂すると手がつけられない他、食欲に突き動かされるままの闇雲な行動より、対象を執拗に追い詰めて襲う行動を取るようになった。また、体内に宿すT-ウイルスも感染力が強くなっており、今までT-ウイルスに対して効果があった抗ウィルス剤が全く効かなくなるほどウイルスが変異を起こしている。
「アンデッドの飼い慣らし計画」は頓挫してしまったものの、その凶暴性に目を付けたアイザックス博士によって「生物兵器」として大量に量産され、ラスベガスにてアリスを捕獲するための足止めとして大量に解き放たれた。
原作ゲームには登場しない実写映画版オリジナルのクリーチャーであるが、マンネリ化したゾンビ映画の風潮を打破するために生み出された、近代のゾンビ映画の流れを汲む、所謂「走るゾンビ」であり、原作ゲームにおいても同じように「走るゾンビ」として「クリムゾン・ヘッド」などのクリーチャーが登場している。
実写映画版シリーズの脚本を務めるポール・W・S・アンダーソンが特典ディスク内で語った情報によれば、映画公開当時の原作のナンバリングタイトル最新作『4』で、これまでのノロノロ歩く古典的な「ゾンビ」が廃止され、知性を持ち、敏捷に動く人間のクリーチャーの「ガナード」が、これまでのゾンビに代わる新たなアンデッドとして登場したことから、実写映画版シリーズのアンデッドにも新たな変化が必要であると考え、ゲームとは異なる独自の進化を遂げたクリーチャーとして、このスーパー・アンデッドを考案したと語っている。
また、本作の「アンデッドの飼い慣らし計画」において、アンデッドに携帯電話やカメラを与えて、様子を見るこの一連のシーンは、ゾンビ映画の父、ジョージ・A・ロメロ監督の作品である「死霊のえじき」に登場する生前の記憶を持ったゾンビ、「バブ」の研究シーンのオマージュである。
タイラント（Tyrant）
演 - ブライアン・スティール（声：ゲイリー・A・ヘッカー）
変異した強力なT-ウイルスを宿す「スーパー・アンデッド」に噛まれたアイザックス博士が、抗ウイルス剤を大量投与したことで突然変異を起こし、クリーチャーと化した存在。本作におけるボスクリーチャー。
負傷してもすぐ再生・強化する強靭な身体能力を持つ他、右手の指は自在に伸縮する触手と化し、口は雄叫びだけで強力な衝撃波を起こすなど、桁違いの攻撃力を持つ。施設の従業員を全員虐殺したり、施設の設備を破壊するなど、性格も狂暴化しているが、変異前の知能や会話能力は残している。
なお、本作の小説版ではアイザックスの変異体がなぜ「タイラント」という名称なのかについての言及がある。もともと「タイラント（暴君）」はT-ウイルスの名前の由来となった単語であり、アイザックス博士は、T-ウイルス研究において最高の生物兵器を制作した暁には、この名前を付けるよう長年温めてきており、前作に登場したマット・アディソンがウイルスによって変異を起こした存在に「タイラント」の名を与えようとしたが、このマットの変異体は「ネメシス」と名付けられ、却下されてしまった。しかしアイザックス博士は「タイラント」の制作を諦めていなかったという過去が語られる。
月日が流れ、自身が抗ウイルス剤を注射して突然変異を起こした際に、外見こそ醜悪に変貌しているものの、力だけで言えばT-ウイルスの完全適合体であるアリスを遥かに凌駕していたことから、アイザックス博士は、自身こそがT-ウイルス研究における最強の生物兵器であると達観し、長年温めていたタイラントを名乗るようになったと語られている。
自身こそがT-ウイルス研究の集大成であり、もはや「アリス計画」に固執する必要は無くなったため、アンブレラ北米支部の施設内で、かつて『I』に登場した実験施設「ハイブ」に存在する「レーザートラップルーム」を模した部屋にアリスを追い詰めるが、直前にアリスが助けていた、クローンのアリスの協力で、レーザートラップが起動し、『I』のワン隊長と同じく細切れに焼かれて死亡した。
原作ゲームシリーズでは、「T-ウイルス研究の集大成」としてアンブレラが開発した、究極の「有機生命体兵器（Bio Organic Weapon）」であり、数多くのゲーム作品でボスクリーチャーを務めているほか、幾度も改良が施され、タイラントシリーズとして量産化されている。
本作におけるアイザックス博士が突然変異して生まれた「タイラント」のビジュアルデザインは、飛び出した心臓や鉤爪の形状から、原作ゲームの『1』に登場する「T-002型」の「タイラント」や、『0』の「T-001型」の「プロトタイラント」がベースになっていると思われる。ただし面影としてアイザックス博士の顔が残っている部分や、アイザックス博士の着用していた衣類（ズボン）が残されている点がゲームと異なっているほか、触手を伸ばして攻撃する特徴は、原作ゲーム『3』におけるタイラントの亜種である「ネメシスT型」や『GS4』に登場する「タイラント091」を彷彿とさせる。

## 日本語吹替
| 役名                                     | 俳優                     | 日本語吹替                                         | 日本語吹替                                                                |
| 役名                                     | 俳優                     | ソフト版                                           | テレビ朝日版                                                              |
| ---------------------------------------- | ------------------------ | -------------------------------------------------- | ------------------------------------------------------------------------- |
| アリス・アバーナシー                     | ミラ・ジョヴォヴィッチ   | 本田貴子                                           | 岡寛恵                                                                    |
| クローン・アリス                         | ミラ・ジョヴォヴィッチ   | 本田貴子                                           | 岡寛恵                                                                    |
| カルロス・オリヴェイラ                   | オデッド・フェール       | てらそままさき                                     | 江原正士                                                                  |
| クレア・レッドフィールド                 | アリ・ラーター           | 岡寛恵                                             | 林真里花                                                                  |
| ロイド・ジェファーソン・ウェイド（L.J.） | マイク・エップス         | 江川央生                                           | 高木渉                                                                    |
| Kマート                                  | スペンサー・ロック       | 小笠原亜里沙                                       | 弓場沙織                                                                  |
| サミュエル（サム）・アイザックス博士     | イアン・グレン           | 水内清光                                           | 大塚芳忠                                                                  |
| アルバート・ウェスカー                   | ジェイソン・オマラ       | 立木文彦                                           | 中博史                                                                    |
| ベティ・グリア                           | アシャンティ             | 小松由佳                                           | 東條加那子                                                                |
| マイケル（マイキー）・ファーバー         | クリストファー・イーガン | 杉山大                                             | 浪川大輔                                                                  |
| アレクサンダー・スレイター               | マシュー・マースデン     | 内田夕夜                                           | 津田健次郎                                                                |
| ホワイト・クイーン                       | マデリン・キャロル       | 川田妙子                                           | 釘宮理恵                                                                  |
| チェイス・マラヴォイ                     | リンデン・アシュビー     | 大原康裕                                           | 原康義                                                                    |
| オットー・ワレンスキー                   | ジョー・ハースリー       | 鳥海勝美                                           | 板倉光隆                                                                  |
| その他                                   |                          | ふくまつ進紗 御園行洋 原なつ季 宇乃音亜季 一馬芳和 | 丸山壮史 佐藤美一 斉藤貴美子 江藤博樹 荻野晴朗 岩崎正寛 冨田泰代 川島悠美 |
| 日本語版制作スタッフ                     |                          |                                                    |                                                                           |
| 演出                                     |                          | 中野洋志                                           | 鍛治谷功                                                                  |
| 翻訳                                     | 太田直子                 | 藤澤睦実                                           | 久保喜昭                                                                  |
| 制作                                     |                          | ACクリエイト                                       | ブロードメディア                                                          |
| 初回放送                                 |                          |                                                    | 2010年9月26日 『日曜洋画劇場』 21:00-22:54                                |

※2015年10月7日発売の「吹替洋画劇場」シリーズ「吹替洋画劇場『バイオハザードIII』デラックス エディション」Blu-rayには本編ディスクとは別に、テレビ朝日版（約87分）の吹き替え版を収録した特典ディスクが付属している。

## テレビ放映
| 回数 | テレビ局   | 番組名（放送枠名） | 放送日         | 放送時間      | 放送分数 | 視聴率 | 備考 |
| ---- | ---------- | ------------------ | -------------- | ------------- | -------- | ------ | --- |
| 1    | テレビ朝日 | 日曜洋画劇場       | 2010年9月26日  | 21:00 - 22:54 | 114分    | 16.6%  | 「バイオハザードIV アフターライフ」公開記念で地上波初放送された。アリスをはじめ『II』から続けて登場した人物については、以前フジテレビで放送された『I』『II』と同一の声優陣による吹き替えが施されている。 前週の同年9月19日に『II』の本編が終了した後には本作の冒頭部分が放送され、本作の本編が終了した後には『IV』の冒頭部分が放送された。 |
| ２   | テレビ朝日 | 日曜洋画劇場       | 2012年1月15日  | 21:00 - 23:10 | 130分    | 15.1%  | |
| ３   | テレビ朝日 | 日曜洋画劇場       | 2013年4月28日  | 21:00 - 23:10 | 130分    | 9.8%   | |
| ４   | テレビ朝日 | 日曜洋画劇場       | 2015年10月25日 | 21:00 - 22:50 | 110分    | 8.7%   | なお放送枠は22:50 - 22:55に各局別ミニ番組（関東地区は『For〜もう一人の主人公〜』）、22:55 - 0:10に『関ジャム 完全燃SHOW』拡大版が編成のため、21:00 - 22:50枠で放送、同年8月30日放送の『STAND BY ME ドラえもん』以来の23時を越えない放送となる。                                                                                            |
| ５   | テレビ東京 | 午後のロードショー | 2017年3月22日  | 13:50 - 15:55 | 125分    |        | |

- 視聴率はビデオリサーチ調べ、関東地区・世帯・リアルタイム。

なお2014年5月25日にも『日曜洋画劇場』（ただし『芸能界もしもアワード びっくりぃむ2014』編成のため22:00開始）で放送予定だったが、当日は『2014 AFC女子アジアカップ・決勝戦』中継（なでしこジャパン×オーストラリア）に差し替えられ、放送されなかった。

## スタッフ
- 監督 - ラッセル・マルケイ
- 製作 - ポール・W・S・アンダーソン、ベルント・アイヒンガー、サミュエル・ハディダ、ロバート・クルツァー、ジェレミー・ボルト
- 製作総指揮 - マーティン・モスコウィック、ヴィクター・ハディダ、ケリー・ヴァン・ホーン
- 脚本 - ポール・W・S・アンダーソン
- 撮影 - デヴィッド・ジョンソン、B.S.C.
- 編集 - ニーヴン・ハウィー
- 音楽 - チャーリー・クロウザー
- 美術 - エウヘニオ・カバレロ
- 衣装 - ジョセフ・ポロ
- 特殊メイク - ブルース・スポルディング・フラー
- クリーチャーデザイン & 監修 - パトリック・タトプロス
- クリーチャー造形 - タトプロス・スタジオ
- VFX監修 - デニス・ベラルディ
- VFX - Mr. X Inc
- 原案 - カプコン『バイオハザードシリーズ』
- 日本語版イメージソング「LAST ANGEL feat.東方神起」歌：倖田來未

## プロモーション
日本では、「もしも日本にバイオハザードが起こったら」という題で、エレベーター編、合コン編、渋滞編、セックスレス編、映画館編、学校編などの様々なシチュエーションのパロディCMが製作された。

## 小説版
- 著：キース・デカンディード、訳：富永和子『バイオハザードIII』（角川ホラー文庫、2007年） ISBN 978-4-04-294302-0

『II』のラストから映画版『III』の冒頭に至るまでの、映画では描かれなかった物語が補完されている。
アンブレラ社の追手からの逃亡中、アリスら仲間達を逃がすための囮となり、アリスらとはぐれてしまったジル・バレンタインは、単身で証拠を集めてアンブレラ社の実態を世界中に伝えようとしたが、T-ウィルス感染が世界へ拡大して文明社会そのものが崩壊したため、徒労に終わってしまう。その後ボルチモアにて、ショッピングモールに立て篭もり水や食料などを独占する武装集団と遭遇したジルは、その周辺の生き残りの人々と協力して武装集団を撃退し、ショッピングモールを奪取する。ジルは役目を終えたとその場を去ろうとするが、生き残った人々から要請され、彼らを束ねるリーダーとなった。映画版ではこの後アンブレラ社に捕らえられ洗脳された戦士として続編『IV』のラストと『V』に登場する。
一方、T-ウィルスの研究にはオリジナルのアリスが不可欠であるため、彼女へのアンブレラ社の追手は途絶えていなかった。また、感染を繰り返した果てに変容してしまったT-ウィルスの前では、人類の更なる進化の可能性を見せたアリスさえ手に入れば、T-ウィルスを身体に適合させた披検体であるアンジェラ・アシュフォードさえも、もう実験には不要と判断したアイザックスは、アリス計画の人工衛星を介してアリスの身体を強制的に乗っ取って操作し、アンジェラを射殺させる。その後、自身がいつ再びアイザックスに遠隔操作されて間接的に仲間を殺しかねないと懸念したアリスは、カルロスら仲間達から離れ1人で人工衛星からの監視を避けながら行動するようになる。また、自身を使ってアンジェラを殺したアイザックスに対し、より強い敵意を持つようになった。
ちなみに、ジルも噂伝いにアンジェラの死を知っている。なお、ミラ・ジョヴォヴィッチは『III』披露時のインタビューにおいて、「『II』と『III』の間の過程の戦いでジルとアンジェラは命を落としてしまったのでは」と答えていたが、続編『IV』のラストと『V』にてジルは映画でも再登場を果たした。